# Diorite orbicolare
La diorite orbicolare o corsite è una roccia appartenente alla famiglia dei gabbri, nonostante il componente femico prevalente sia un anfibolo e non, come di norma nei gabbri, un pirosseno.
La tessitura particolare che la costituisce, quella orbicolare, è analoga a quella di alcuni graniti e rocce metamorfiche, ma la composizione mineralogica ha fatto pendere la bilancia della scelta per l'appartenenza alla famiglia dei gabbri in quanto il plagioclasio che la costituisce è una bytownite (con l'80% del componente anortitico).

## Tessitura
La diorite orbicolare è detta così per la sua tessitura, in figure zonato-concentriche, che la rendono particolarmente bella da ammirare quando lucidata. Il colore è verde o grigio. La struttura orbicolare può essere formata da orbicoli a strato semplice o a più strati concentrici, con o senza disposizione radiale dei cristalli. Di solito nel nucleo prevalgono i minerali sialici, mentre gli strati concentrici hanno composizione più o meno ricca di femici.

## Origine della tessitura orbicolare
Non è mai stata dimostrata una correlazione tra la formazione degli orbicoli e la composizione chimica o la giacitura della roccia che li contiene. Si trovano orbicoli in graniti, monzoniti, dioriti, noriti, gabbri e ortogneiss. La loro formazione viene attribuita a processi di diffusione ionica attiva. Nockolds (1931), Koide (1951), e altri hanno attribuito la formazione di orbicoli a reazioni tra il magma e inclusi di rocce plutoniche preesistenti. Erdmannsdörffer (1924) suggerisce che questi orbicoli siano il risultato della sovrasaturazione e cristallizzazione ritmica attorno a dei nuclei in un magma, analoga alla formazione degli anelli di Liesegang in un gel.

## Rinvenimento
È una roccia assai rara, la più nota si trova in piccoli affioramenti in Corsica (da cui il nome di corsite) e localmente è nota come Petra Ucchjata (pietra a forma di occhio). Altre (e vere) dioriti orbicolari si trovano a Chosica, in Perù, e a Montemor-o-Novo in Portogallo.

## Uso preistorico della diorite orbicolare
Il rinvenimento di blocchi di diorite orbicolare in varie aree della Corsica a notevole distanza dai luoghi di affioramento ha fatto propendere gli archeologi per un loro trasporto umano ed un uso sotto forma di menhir nel Neolitico.

## Utilizzi
Per la sua bellezza, la Petra Ucchjata adorna molti monumenti della Corsica ed è stata impiegata anche per la Cappella dei Medici a Firenze.